# Comitatul Alturas, Idaho
Comitatul Alturas, conform originalului, Alturas County a fost un comitat din Idaho Territory și ulterior unul din statul Idaho din 1864 până în 1895. A acoperit o suprafață mai mare decât statele Maryland, New Jersey și Delaware combinate. Toate comitatele sudice de astăzi ale statului Idaho au fost create măcar în parte din suprafața originală acoperită de Alturas County. Numele Alturas provine dintr-un cuvânt spaniol care semnifică "vârf montan" sau "înălțime montană".
Alturas County a fost creat de către Legislatura teritoriului Idaho în februarie 1864. Mai târziu, dar în același an, orășelul minier Rocky Bar a fost desemnat ca sediu al comitatului. În 1882, sediul comitatului a fost mutat la Hailey.
În 1889, legislatura teritoriului, Idaho Territorial Legislature, a creat comitatele Elmore și Logan din părți ale comitatului Alturas. La 5 martie 1895, pentru a preveni o decizie recentă a Curții Supreme de Justiție statală care contesta o reorganizare anterioară a comitatului, Idaho Legislature a combinat comitatele Alturas și Logan într-un nou comitat, numit Blaine. Două săptămâni mai tărziu, în 18 martie, porțiunea sudică a nou-creatului Blaine County a fost detașată pentru a forma un alt comitat, Lincoln, având sediul la Shoshone. Orașul Hailey a rămas sediul comitatului, care se numea Blaine County, iar Alturas County a dispărut de pa harta statului Idaho.